# Džbánov
Džbánov är en ort i Tjeckien.   Den ligger i regionen Pardubice, i den centrala delen av landet, 130 km öster om huvudstaden Prag. Džbánov ligger 304 meter över havet och antalet invånare är 316.
Terrängen runt Džbánov är huvudsakligen platt, men västerut är den kuperad. Runt Džbánov är det ganska tätbefolkat, med 100 invånare per kvadratkilometer. Närmaste större samhälle är Vysoké Mýto, 4,1 km norr om Džbánov. Trakten runt Džbánov består till största delen av jordbruksmark.